# Белое Озеро (Новосибирская область)
Белое Озеро — исчезнувшая деревня в Болотнинском районе Новосибирской области. На момент упразднения входила в состав Зудовского сельсовета. Исключена из учётных данных в 1977 году.

## География
Располагалась в Кругликовском бору, на северном берегу одноименного озера, в 3 км к северо-западу от деревни Козловка.

## История
Образована в 1928 году как отселок деревни Козловка.
Решением Новосибирского облисполкома от 01.12.1977 г. № 799 деревня исключена из учётных данных.